# Равнины Олд-Кроу

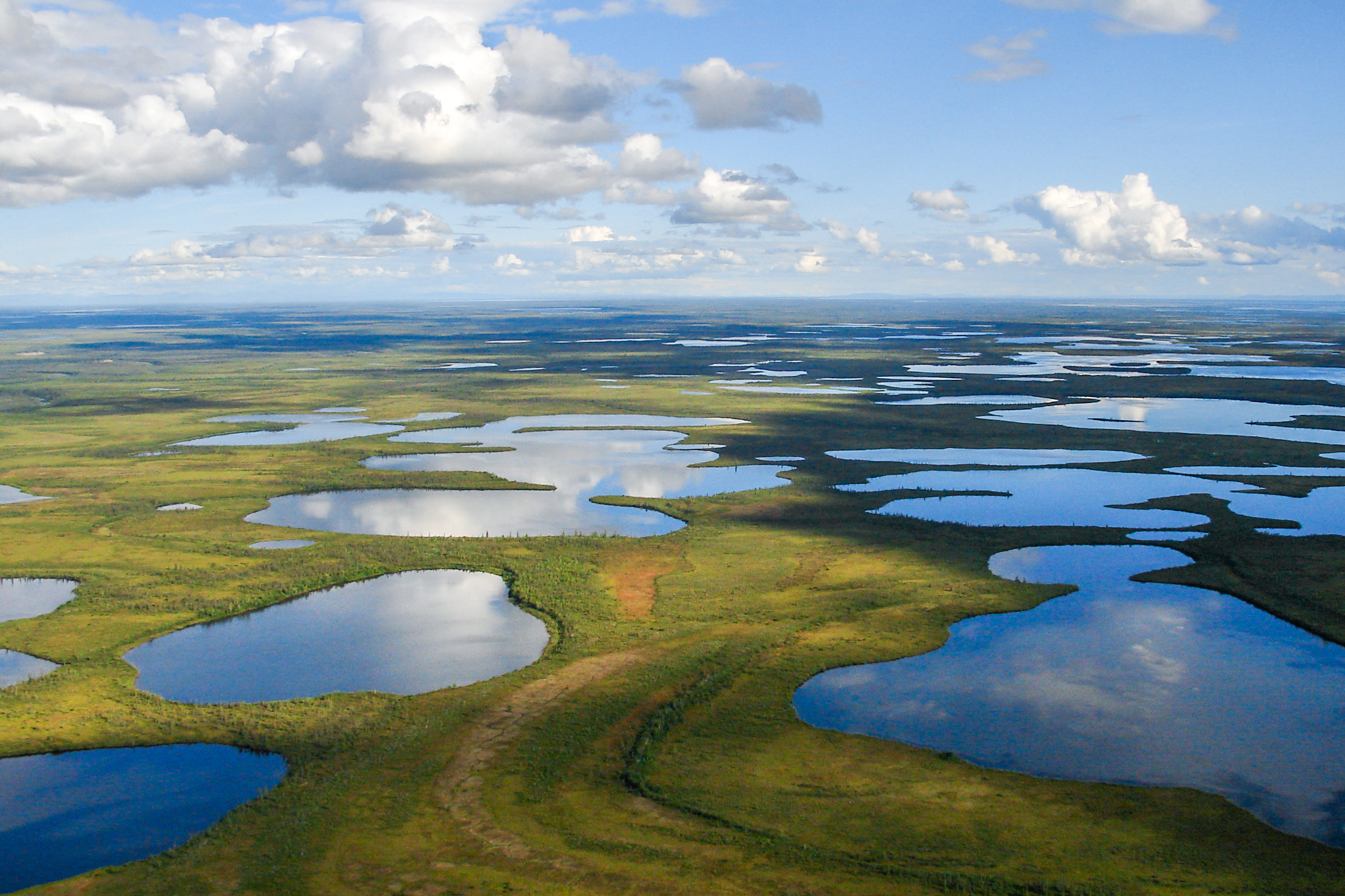
Национальный парк Вунтут

Равнины Олд-Кроу — большой регион влажных земель, или топей, на севере канадской территории Юкон. Администрирование региона разделено между правительством Канады в районе национального парка Вунтут, индейской общиной Вунтут-Гвичин в районе поселений общины и правительством Юкона на остальной территории.
Площадь равнин составляет 6170 км².
Равнины Олд-Кроу — водно-болотные угодья, которые охраняются Рамсарской конвенцией с 24 мая 1982 года. (недоступная ссылка с 12-01-2017 [3107 дней])